# Кешайд
Кешайд (нім. Kescheid) — громада в Німеччині, розташована в землі Рейнланд-Пфальц. Входить до складу району Альтенкірхен. Складова частина об'єднання громад Фламмерсфельд.
Площа — 4,82 км2. Населення становить 129 ос. (станом на 31 грудня 2020).